# بحر الظلمات

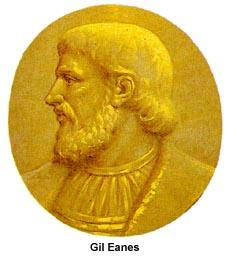

بحر الظلمات والبحر المظلم والبحر المحيط والبحر الأخضر وبحر الأقيانس (أو الأوقيانوس)، كلها أسماء المحيط الأطلسي باللغة العربية الفصحى. وقد أخبر عنه ابن خلدون في المقدمة وكذلك الشريف الإدريسي في كتابه نزهة المشتاق في اختراق الآفاق ومحمد بن عبد المنعم الحميري في الروض المعطار في خبر الأقطار والمسعودي في مروج الذهب ومعادن الجوهر وهلم جرا.

## سبب التسمية
{{بحاجة لمصدر اوضح ابن خلدون ان سبب تسمية المحيط الاطلسي ببحر الظلمات وذلك بقوله: “إنّ البحرَ بعيدٌ ولا تصله الشمسُ، ونظراً لقلّة الأشعة الشمسيّة، فإنّ درجة الحرارة اللازمة لتفكيك البخار المتصاعدَ من البحر تكون قليلةً، فتتكاثف الأبخرة على شكل سحب قريبة من سطحه لتحجبَ الضوءَ بشكلٍ أكبر ويصبح البحر أشدّ ظلمةً”، وكذلك أطلقَ العرب على البحر الاطلسي أسماء أخرى، كبحر غلوب الأخضر وبحر المحيط وبحر النون، والبحر الخارجيّ، ويجب العلم أن اسم بحر الظلمات ظل سائدا حتى مجيء كولومبوس.|تاريخ=أبريل 2019}}